# حمى الجبال الصخرية المبقعة
حمى الجبال الصخرية المبقعة أو الحمى الزرقاء (بالانجليزية: Rocky Mountain spotted fever)هي عدوى بكتيرية تنتقل عن طريق القراد. ومن الممكن أن تسبب أضراراً جسيمة على الأعضاء الداخلية للجسم مثل القلب والكليتين إذا لم تعالج بطريقة فورية.
بالرغم من كونها اكتُشفت للمرة الأولى في الجبال الصخرية، إلا أن حمّى الجبال الصخرية المبقعة تنتشر بكثرة في جنوب شرقي الولايات المتحدة. كما توجد أيضاً في أجزاء من كندا، والمكسيك، ووسط وجنوب أمريكا.
تكون الأعراض المبكرة للمرض عبارة عن صداع حادّ وارتفاع شديد في درجة الحرارة. وفي خلال أيام قليلة يظهر الطفح الجلدي على معصم اليد والكاحل. تستجيب حمى الجبال الصخرية المبقعة للعلاج الفوري بالمضادات الحيوية.

## الأعراض
بالرغم من أن العديد من المصابين تظهر عليهم الأعراض في خلال الأسبوع الأول بعد الإصابة بالعدوى، إلا أن الأعراض قد تأخذ 14 يوماً حتى تبدأ في الظهور. تكون الأعراض المبكرة للمرض غير محددة وتتشابه مع أعراض الكثير من الأمراض الأخرى مثل:
- حمى شديدة
- ارتجاف
- صداع حاد
- آلام بالعضلات
- غثيان وقئ
- الشعور بالأرق وعدم الراحة
- ظهور الطفح الجلدي

بعد أيام قليلة من بدء ظهور الأعراض، ويكون على هيئة بقع حمراء صغيرة.وما يميز الطفح في حمى الجبال الصخرية المبقعة هو حقيقة بدئه من معصم كف اليد والكاحل ومن ثم يتفشى باتجاه أكف اليدين والقدمين وصولا إلى مركز الجسم، الظهر والبطن. في حالات قليلة من المصابين قد لا يظهر الطفح الجلدي، مما يؤدي لصعوبة تشخيص المرض.

## الأسباب
يسبب المرض بكتريا صغيرة تعرف باسم الريكتسية الريكتسية، والتي تعيش في بطانة الأوعية الدموية في الحيوانات والبشر. القراد هو الحيوان الناقل الرئيسى لهذه البكتريا والمنتشر بكثرة في الولايات المتحدة. ويكون القراد في أنشط حالاته أثناء الطقس الدافء حيث يميل الأفراد لقضاء المزيد من الوقت بالخارج. كما لا تنتقل العدوى من شخص لشخص آخر.

## عوامل الخطر
- السفر إلى المناطق التي ينتشر بها المرض
- الطقس الدافيء (فصل الربيع وبداية فصل الصيف)
- قضاء الوقت في الغابات أو الحقول
- امتلاك الكلاب في المنزل، حيث يسهل انتقال البكتيريا من القراد

## المضاعفات
تدمر حمى الجبال الصخرية المتصدعة بطانة الأوعية الدموية الدقيقة مؤدية إلى تسرب الدم من الاوعية الدموية أو تكوين الجلطات. وبالرغم من ان علاج حمى الجبال الصخرية المبقعة الدوائي المبكر عند الإصابة من شانه تحقيق الشفاء دون حصول اية مضاعفات، إلا أنه عندما يتعذر اكتشاف الإصابة في مرحلة مبكرة فمن المحتمل ان تتفشى الجرثومة من خلال الدم إلى القلب، الكليتين، المفاصل، الرئتين والجهاز العصبي والتسبب بالتالي، بالمضاعفات التالية:
- التهاب الدماغ (ويؤدي إلى الارتباك، الهذيان والنوبات الصرعية).
- فشل الرئتين أو القلب.
- الفشل الكلوي (نتيجة لتدمير الأوعية الدموية الدقيقة الموجودة بالكلى).
- غرغرينا في الاطراف إلى حد الحاجة إلى بتر كل الطرف بكامله.
- انخفاض في تدفق الدم وتزويده إلى أعضاء الجسم (صدمة).
- الوفاة، في نسبة ضئيلة للغاية فقط من الحالات، وعندما يتم البدء بالعلاج في وقت متاخر جدا، أو في حال عدم المعالجة اطلاقا، فقد يتعرض المريض للوفاة من جراء مضاعفات المرض وتفاقمه.

## التشخيص
قد يكون التشخيص المبكر لحمى الجبال الصخرية المبقعة غاية في الصعوبة، نظراً لكون الأعراض المبكرة غير محددة ومتشابهة مع أعراض الكثير من الأمراض الأخرى. الشكل المميز للطفح الجلدي، سوية مع احتمال السفر في رحلة، أو نزهة في غابة في الفترة الأخيرة، يشكلان مؤشرا موجها للتشخيص.
يتم التشخيص النهائي بواسطة عزل الجرثومة من الدم واخذ عينة من الطفح، أو حتى من القرادة ذاتها عندما تكون لا تزال ملتصقة بالجسم.

## العلاج
يبدا علاج حمى الجبال الصخرية المبقعة بتحديد مكان دخول الجرثومة إلى الجسم، واذا ما كان القراد لا يزال ملتصقا وموجودا فيه فيجب ازالته باعلى درجات الحيطة والحذر. يجب تناول المضادات الحيوية، وغالبا ما يكون الدوكسيسيكلين لمدة اسبوع حتى 10 أيام، لكن ليس اقل من ثلاثة أيام بعد اختفاء الاعراض. اما النساء الحوامل فتتم معالجتهن بمضادات حيوية أخرى مختلفة لا تسبب اضرارا للجنين، مثل كلورامفنيكول.
ينبغي المباشرة الفورية في تناول العلاج الدوائي عندما يكون هناك شك سريري بالإصابة بمرض حمى الجبال الصخرية المبقعة، وذلك نظرا لخطر حصول مضاعفات حادة وخطيرة، قد تصل حتى إلى التسبب بالوفاة.

## الوقاية
- ارتداء ملابس واحذية طويلة خلال الرحلات.
- استخدام مستحضرات طاردة للحشرات.
- في نهاية الرحلة ينبغي تفحص الجسم للتاكد من خلوه من القراد و/أو عدم اصابته بلسعة القراد.
- إذا ما تم التحقق من وجودالقراد فينبغي ازالته بحذر ولطف على الفور والإمساك بها في المنطقة الواقعة ما بين الرأس والجسم، ويفضل ان يتم ذلك بواسطة ملقط.
- يجب غسل مكان اللسعة جيدا بالماء والصابون المضاد للبكتيريا، وكذلك اليدين والملقط.
- ولدى ظهور أي من اعراض المرض بعد قضاء رحلة في اماكن أو حقول مفتوحة، يجب التوجه للحصول على إسعاف طبي مع ابلاغ الطبيب بكامل تفاصيل الرحلة في الحقول المفتوحة.

## اقرأ أيضا
- الأمراض المنقولة بالقراد
- داء ايرليخ